# Progress M-40
Progress M-40 (ryska: Прогресс М-40) var en rysk obemannad rymdfarkost som levererade förnödenheter, syre, vatten och bränsle till rymdstationen Mir. Den sköts upp med en Sojuz-U-raket från Kosmodromen i Bajkonur den 25 oktober 1998 och dockade med Mir den 27 oktober. Efter att ha ut dockat från Mir den 4 februari 1999 genomfördes experimentet Znamya-2.5. Farkosten brann upp i jordens atmosfär den 5 februari 1999.

### Fotnoter
1. ↑  ”NASA Space Science Data Coordinated Archive” (på engelska). NASA. https://nssdc.gsfc.nasa.gov/nmc/spacecraft/display.action?id=1998-062A. Läst 1 mars 2020.
2. ↑  Manned Astronautics - Figures & Facts Arkiverad 9 oktober 2007 hämtat från the Wayback Machine., läst 15 juli 2016.